# Lygodium pedicellatum
Lygodium pedicellatum är en ormbunkeart som beskrevs av Carl Frederik Albert Christensen och Maxon. Lygodium pedicellatum ingår i släktet Lygodium och familjen Lygodiaceae. Inga underarter finns listade.